# Louis Pas
Louis Pas (Steenhuffel, 24 december 1931 – Waasmunster, 20 januari 2013) was een Belgisch pianist en muziekpedagoog.

## Biografie
Hij kreeg zijn eerste lessen van zijn vader Jan Pas. Vervolgens trad hij toe tot het Koninklijk Conservatorium Gent om er les te krijgen van Abel Matthys en Marcel Gazelle. Hij haalde er eerste prijzen voor piano (1949), kamermuziek (1950), harmonieleer (1951) en een hoger diploma en de virtuositeitsprijs (1956). Er kwam nog een vervolgstudie in Parijs bij Marcel Campi (leergang 1956-1957).
Hij werd al tijdens zijn eigen scholing pianodocent aan muziekinstellingen in Asse (Vlaams-Brabant) (1952-1964), Lokeren (1955-1980) en Ledeberg (1960-1980). Aan het conservatorium van Gent gaf hij les in begeleiding (1954-1967). Vanaf dat laatste jaar werd hij in Gent ook pianodocent en was van 1980 directeur van de instelling in Ledeberg. Deze functies binnen de opleiding combineerde hij met solistenoptredens (veelal pianoconcerten van Vlaamse componisten) en pianorecitals. Hij was ook diverse malen te horen en zien op de Vlaamse televisie. In 1970 volgde een concertreis naar Zaïre. Ook op het gebied van kamermuziek liet hij zich horen, als medestichter van en pianist in het Vlaams pianokwartet. Hij was enige tijd dirigent van het Kamerorkest van België.
Aan het eind van zijn loopbaan werd hij benoemd tot ereleraar aan het Gents Conservatorium en Eredirecteur van de Muziekacademie Ledeberg. Een van zijn leerlingen was Peter Ritzen, die eerst zijn assistent werd en na de dood van Pas televisieopnamen van de BRT monteerde en publiceerde op YouTube.

## Familie
Pas was getrouwd met violiste Laura/Laurette Cleyman, die een studiegenoot in Gent was. Zij zou in het bezit komen van het hoger diploma conservatorium Gent en was onder andere ondervoorzitter van het Lokers Kamerorkest, waarvan zij een groot deel van de strijkers had opgeleid. Dochter Hilde Pas werd eveneens violiste en lerares aan het Conservatorium Kortrijk, en werd in 2019 onderscheiden met de Leopoldsorde. Ze huwde jazzpianist Marc Matthys, leerling van haar vader.